# 164

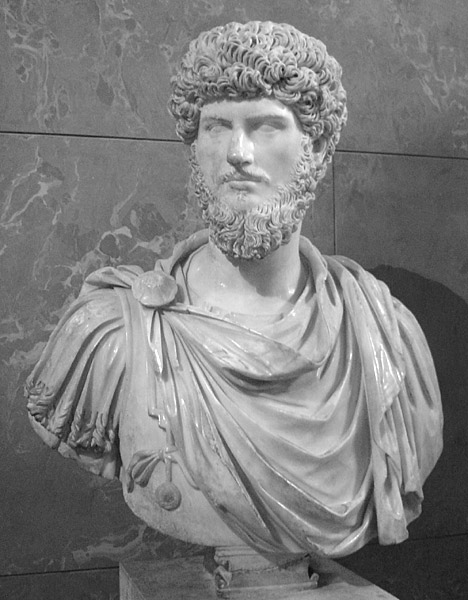
Keizer Lucius Verus (130 - 169)

Het jaar 164 is het 64e jaar in de 2e eeuw volgens de christelijke jaartelling.

## Gebeurtenissen

### Italië
- De 15-jarige Annia Aurelia Galeria Lucilla wordt door haar vader Marcus Aurelius begeleid naar Brundisium en treedt in Efeze (huidige Turkije) in het huwelijk met keizer Lucius Verus.
- In Rome krijgt Lucilla na haar huwelijksreis in Klein-Azië door de Senaat de titel Augusta (keizerin) aangeboden.

### Mexico
- Oudste exact dateerbare Maya-overblijfselen. Door beeldhouwwerk (Stele van Copán) en het hiërogliefenschrift.

## Geboren
- Marcus Opellius Macrinus, keizer van het Romeinse Keizerrijk (overleden 218)